# 韓國文化產業振興院
韓國文化產業振興院（한국콘텐츠진흥원）是根據2009年新修訂的《文化產業振興基本法》於2009年5月7日成立的文化產業機構。機構以推動韓國文化產業為目的成立，主要協助韓國中小企業的海外推廣業務。

## 沿革
1998年韓國提出了「文化立國」方針並發佈了《国民政府的新文化政策》，次年設立《文化產業振興基本法》要求文化觀光部每年預算必須佔國家總預算1%。文化觀光部依據《基本法》成立了40多個行政法人組織，其中韩国游戏产业振兴院（한국게임산업진흥원）於1999年成立，韓國文化內容振兴院（한국문화콘텐츠진흥원）於2000年成立，負責制定文化產業相關政策，發展計劃及文化產業振興基金的運作方案。2009年韓國國會修訂《文化產業振興基本法》，將韩国文化內容振兴院、韩国广播映像业振兴院（방송영상산업진흥원）、韩国游戏产业振兴院、文化內容中心（문화콘텐츠센터）和韩国软件振兴院数字內容事业团（한국소프트웨어진흥원 디지털 콘텐츠사업단）五個機構合併成韓國文化產業振興院，並於5月7日正式成立，李在雄擔任首任院長。
2011年4月26日成立內容紛爭調解委員會（콘텐츠분쟁조정위원회），以便更快捷解決內容產業者之間的糾紛。2012年7月增設內容綜合支援中心（콘텐츠종합지원센터），整合過去各自運行的內容產業資訊和諮詢機構。2014年9月18日，韓國文化產業振興院總部從首爾搬到羅州市，內容綜合支援中心、內容紛爭調節委員會和審查評價支援團（심사평가지원단）則留在首爾分部，繼續提供服務。